# Cases d'obrers

Les cases d'obrers és un conjunt d'habitatges per a obrers a la vila de Palamós (Baix Empordà) típic de les viles sureres de finals de segle xix. Es construeix per iniciativa d'una fàbrica com a colònia pels assalariats que hi treballaven. La uniformitat constructiva de les tres illes ha estat trencada en alguns indrets per modificacions i àdhuc per construccions de nova planta. L'eixample de Palamós, que s'allarga pel Passeig de Mar i enllaça per l'extrem occidental amb Sant Antoni de Calonge, està traçat per illes allargades ocupades per habitatges senzills formant mitgera. Les casetes són de planta baixa amb passadís i habitacions a un costat, o bé als dos costats segons l'illa, i petita eixida posterior. La façana consta d'una porta i una o dues finestres, i aquest mòdul es repeteix al llarg del carrer. A la part alta una cornisa i la canal recorren tot el conjunt. La coberta és a dos vessants amb el pendent vers la façana i el pati on s'aixequen les xemeneies. Cada una de les llindes té dues fileres de cases amb eixides encarades.